# Home (ゆずのアルバム)
『Home [1997-2000]』（ホーム 1997-2000）は、ゆずが発売した初のベスト・アルバム。

## 概要
- メジャーデビューからアルバム『トビラ』までの楽曲から選曲した。『Going [2001-2005]』と2枚同時発売。
- くず星は未収録。
- 曲順は基本的に年代順だが「嗚呼、青春の日々」と「飛べない鳥」のみ入れ替わっている。
- このアルバムの発売後に2人の出身地、横浜にある日産スタジアムにて、アルバムを題材にしたライブ「Go Home」が行われた。
- ジャケットのイラストは村上隆が担当した。

## 収録曲
1. 地下街 (3:35)
インディーズアルバム『ゆずの素』収録。
2. なにもない (5:18)
2ndアルバム『ゆずマン』収録。
3. 夏色 (3:21)
1stシングル。
4. 少年 (2:39)
2ndシングル。シングルバージョンは、アルバム初収録。
5. 雨と泪 (3:31)
2ndアルバム『ゆず一家』収録。
6. 月曜日の週末 (2:52)
2ndアルバム『ゆず一家』収録。
7. からっぽ (4:08)
3rdシングル。
表記はないが、シングルとも、アルバム『ゆずえん』収録バージョンとも違うバージョンが収録されている。
8. いつか (5:16)
4thシングル。
9. 始まりの場所 (3:23)
3rdアルバム『ゆずえん』収録。
10. サヨナラバス (3:44)
5thシングル。
11. センチメンタル (4:54)
6thシングル。
12. 友達の唄 (5:10)
7thシングル。
13. 心のままに (4:15)
8thシングル「心のままに/くず星」1曲目。
14. 飛べない鳥 (4:33)
10thシングル。
15. 嗚呼、青春の日々 (4:23)
9thシングル。